# Айвазовська Ольга Павлівна
О́льга Па́влівна Айвазо́вська (9 листопада 1981) — українська громадська діячка. За версією журналу «Фокус» входить до списку 100 найвпливовіших жінок України з 2014 по 2020 рік.
Народилася 9 листопада 1981 року. Родом з Тернопільської області, Заліщицького району.[джерело?] Навчалася у Черкаському національному університеті імені Богдана Хмельницького (факультет української філології та журналістики). З 2020 року в Інституті післядипломної освіти Київського національного університету імені Т. Шевченка, спеціальність — право.[прояснити][джерело?] Закінчила програми «Демократія та права людини» Центру демократії, розвитку та верховенства права (CDDRL) Стенфордського університету у 2016 році.[джерело?] Була слухачем навчальних лідерських програм, зокрема, Аспен Інститут Київ «Відповідальне лідерство»[джерело?] та Української школи політичних студій.
З 2001 року займається спостереженням виборчого процесу в Україні. У 2000—2004 роках обіймала посаду голови Черкаської обласної громадської молодіжної організації «Молода Просвіта». У 2006 році співзаснувала ВГО «Громадянська мережа „ОПОРА“». З 2007 року — головним редактором Всеукраїнського друкованого видання «Точка ОПОРИ». З 2009 року — голова правління ВГО «Громадянська мережа „ОПОРА“». У 2016—2018 роках була експертом української сторони в політичній підгрупі Трьохсторонньої контактної групи в Мінську на перемовинах з питань врегулювання військового конфлікту на Донбасі.
З 2018 року очолює правління Міжнародного Фонду «Відродження». 2020 року обрана Головою правління Глобальної мережі національних спостерігачів за виборами (GNDEM). Глобальна мережа національних спостерігачів за виборами наразі складається з 251 організації-члена у 89 країнах та 9 регіональних членів мережі у Африці, Азії, Європі, Латинській Америці і Карибському басейні та на Близькому Сході і Північній Африці. Організації формують цю глобальну мережу в напрямку діяльності з непартійного громадського моніторингу виборів з метою забезпечення чесного виборчого процесу, підвищення підзвітності урядів та політичних партій, зниження потенціалу насильства з політичних мотивів і укріплення права громадян на участь в управлінні державою.